# 2. československá hokejová liga 1961/1962
2. československá hokejová liga 1961/1962 byla 9. ročníkem československé druhé nejvyšší hokejové soutěže.

## Systém soutěže
Soutěže se účastnilo 24 týmů rozdělených do dvou skupin po 12 týmech. Ve skupině se utkaly týmy dvoukolově každý s každým (celkem 22 kol). Vítězové skupin postoupili do nejvyšší soutěže.
Poslední dva týmy z každé skupiny sestoupily do příslušného krajského přeboru.

## Základní část

### Skupina A
| Poř. | Tým                            | Z  | V  | R | P  | VG  | OG  | B  |
| ---- | ------------------------------ | -- | -- | - | -- | --- | --- | -- |
| 1.   | TJ Spartak Tatra Kolín         | 22 | 16 | 0 | 6  | 110 | 72  | 32 |
| 2.   | TJ Spartak Motorlet Praha      | 22 | 15 | 2 | 5  | 130 | 72  | 32 |
| 3.   | TJ Spartak AZNP Mladá Boleslav | 22 | 13 | 2 | 7  | 78  | 53  | 28 |
| 4.   | TJ Jiskra Havlíčkův Brod       | 22 | 13 | 0 | 9  | 83  | 60  | 26 |
| 5.   | TJ Baník OKD Ostrava           | 22 | 11 | 4 | 7  | 108 | 93  | 26 |
| 6.   | TJ Spartak ZVÚ Hradec Králové  | 22 | 10 | 2 | 10 | 82  | 76  | 22 |
| 7.   | TJ SONP Kladno B               | 22 | 10 | 0 | 12 | 98  | 85  | 20 |
| 8.   | TJ Stadion Liberec             | 22 | 9  | 1 | 12 | 95  | 112 | 19 |
| 9.   | TJ Spartak Tatra Smíchov       | 22 | 8  | 2 | 12 | 68  | 90  | 18 |
| 10.  | TJ Dynamo Karlovy Vary         | 22 | 8  | 1 | 13 | 65  | 89  | 17 |
| 11.  | TJ Kovosvit Holoubkov          | 22 | 8  | 1 | 13 | 98  | 124 | 17 |
| 12.  | TJ Dynamo ČSA Ruzyně           | 22 | 2  | 3 | 17 | 39  | 128 | 7  |

### Skupina B
| Poř. | Tým                            | Z  | V  | R | P  | VG  | OG  | B  |
| ---- | ------------------------------ | -- | -- | - | -- | --- | --- | -- |
| 1.   | TJ Spartak ZJŠ Brno            | 22 | 18 | 1 | 3  | 147 | 52  | 39 |
| 2.   | TJ Slezan Opava                | 22 | 18 | 0 | 4  | 138 | 60  | 36 |
| 3.   | TJ Spartak Moravia Olomouc     | 22 | 14 | 1 | 7  | 87  | 67  | 29 |
| 4.   | TJ Gottwaldov                  | 22 | 14 | 0 | 8  | 115 | 66  | 28 |
| 5.   | TJ Slovan CHZJD Bratislava B   | 22 | 9  | 3 | 10 | 84  | 83  | 21 |
| 6.   | TJ Slovan Hodonín              | 22 | 9  | 1 | 12 | 89  | 100 | 19 |
| 7.   | TJ Spartak Třebíč              | 22 | 9  | 0 | 13 | 70  | 100 | 18 |
| 8.   | TJ Dynamo Žilina               | 22 | 8  | 2 | 12 | 74  | 111 | 18 |
| 9.   | TJ Lokomotíva Tatrapíly Poprad | 22 | 8  | 1 | 13 | 67  | 96  | 17 |
| 10.  | TJ Slezan OSP Opava            | 22 | 6  | 3 | 13 | 64  | 97  | 15 |
| 11.  | TJ Rudá hvězda Havířov         | 22 | 6  | 3 | 13 | 75  | 126 | 15 |
| 12.  | TJ Železárny Prostějov         | 22 | 4  | 3 | 15 | 65  | 117 | 11 |

Tým TJ Spartak ZJŠ Brno postoupil do nejvyšší soutěže. Postoupit měl také tým TJ Spartak Tatra Kolín, ale z finančních důvodů postup odmítl.
Týmy TJ Kovosvit Holoubkov, TJ Dynamo ČSA Ruzyně, TJ Rudá hvězda Havířov a TJ Železárny Prostějov sestoupily do příslušného krajského přeboru.